# Xã Fried, Quận Stutsman, Bắc Dakota
Xã Fried (tiếng Anh: Fried Township) là một xã thuộc quận Stutsman, tiểu bang Bắc Dakota, Hoa Kỳ. Năm 2010, dân số của xã này là 155 người.